# Slag bij Rhesaina
De Slag bij Rhesaina vond plaats in 243 tussen het Romeinse leger onder bevel van Timesitheus en het leger van de Sassaniden door Sjapoer I. Bij Rhesaina in het noorden van Mesopotamië, nu Ra's al-'Ayn in Syrië leden deze laatsten een nederlaag tegen de Romeinen. 

## Achtergrond
Ten tijde van keizer Gordianus III waren de Sassaniden de grens overgestoken en hadden zich meester gemaakt van stukken Romeins grondgebied. De Sassaniden werden in die tijd geregeerd door Sjapoer I, die zijn vader Ardashir was opgevolgd als sjah. Keizer Gordianus verzamelde een groot leger en trok op tegen de Sassaniden. De campagne werd geleid door Timesitheus en de Romeinen zegevierden.
Na deze overwinning herstelden de Romeinse legioenen het gezag in Nisibis en Singara en rukten langs de Khabur op naar de Eufraat, met de bedoeling Ctesiphon, de hoofdstad van Sjapoer, in te nemen. Het vervolg van Gordian's veldtocht verliep echter desastreus, het leger werd verslagen in de slag bij Misiche en de Romeinse keizer gedood tijdens de slag of direct daarna vermoord.